# Nundle
Nundle – wieś w Australii, w stanie Nowa Południowa Walia.